# Szakos Krisztián
Szakos Krisztián (Sárvár, 1979. október 29. –) zenész, dalszerző, zenei producer.

## Zenei pályája
2000-ben megnyerte Ákos – Keresem az utam remix-pályázatának fődíját, majd két év múlva felköltözött a fővárosba. Eleinte dalszerzőként és zenészként, majd zenei rendezőként is aktív lett. A Gattaca Stúdió nevű zenei műhelyben alkot Budapesten. Sokféle műfajban készít dalokat, leginkább billentyűs hangszerek és gitárok ülnek a hangsúlyos ritmusokon. Sajátos, mégis populáris hangzás jellemzi.
Több mint 10 évig volt Ákos zenekarának tagja, koncertjeinek hangszerelője.
Kétszer megjárta az Eurovíziós Dalfesztivált, zenészként és szerzőként egyaránt.

### Korai szakasz (1993-2000)
Az általános iskolai években kezdett gitározni, majd a szintetizátorok felé kanyarodott. Zenei előképzés nélkül, autodidakta módon sajátította el a zeneelmélet és az összhangzattan alapjait. Már fiatalon is érdeklődött a billentyűs hangszerek iránt. Középiskolai évei alatt Szombathelyen ismerkedett a számítógépes zenélés alapjaival, ugyanebben az évben Kőszegen, Horváth ’Tomsa’ Tamás segítette zenei önmegvalósítását.
1999-ben Sárváron Kiss Péterrel, kamaszkori barátjával megalapította a Morphina nevű formációt, demó CD-jük alapján beválasztották őket a Sziget Fesztivál (2000) egyik fellépőjének.

### Ákos (2000-2013)
2000 áprilisában Ákos remix-versenyt hirdetett a frissen megjelent Keresem az utam dalához. Júniusban derültek ki a pályázat eredményei, személyesen vehette át Ákostól a fődíjat, egy Roland SP–808 Groovesampler-t. Azon a nyáron a remix Utation névvel megjelent egy maxi CD-n, így hivatalosan ez az első lemezmegjelenése.
Őszre elkészült a Morphina első lemeze otthoni gyártásban, Ákos kiadóját célozva (ez lett volna a Fehér Sólyom Kiadó első idegen kiadványa). 2001 elején felajánlotta Ákosnak, hogy készít egy újabb remixet a Mindenki táncol című dalhoz. Ezt még Morphina néven jegyezte, bár a zenekar nem sokkal ezután feloszlott.
2002 augusztusában felköltözött első fővárosi albérletébe, és még ebben az évben helyet kapott Ákos zenekarában második billentyűsként. Novemberben lezajlott az első közös koncert, a SYMA csarnokban, több ezer nézőnek. Októberben megjelent Ákos Új törvény című albuma, rajta négy számmal, melyeket már ő jegyzett zeneszerzőként. Alig egy hónap elteltével átvehette első aranylemezét.
2003-ban Ákos megbízta az Andante című új koncertműsora hangszerelésével, a nagy sikerű turnén zongorázott, vokálozott.
2008-ban felléptek az első Magyar Dal Napján, a Sziget Fesztivál Nagyszínpadán. Ebben az évben zajlott az "Ákos 40" turné, ennek szüneteiben született meg A fénybe nézz című dal még szöveg nélkül. Három évvel később Ákos újra elővette a dalt, a közös szerzemény végül A katona imája című albumon jelent meg 2011-ben.
Kooperációjuk eredménye csaknem 100 koncert, féltucat videóklip és számos közös album.
Utolsó közös turnéjuk a másfél éven át tartó „Karcolatok 20” volt (2012-2013), mellyel eljutottak Párizsba, Rómába, Moszkvába, illetve a nagyobb magyar városokba.

### Kozma Orsi (2005 – 2013)
Jamie Winchester ajánlására kezdődött el a közös munka Kozma Orsi első szólólemezén, amely Egy szó címmel jelent meg. 11 dal zenéjét és szövegét írta, valamint ez volt az első egész lemezes produceri munkája
2006-ban Orsi kísérőzenekarának is tagja lett gitárosként. 2007-ben megjelent az Igazi szerep című második album, túlnyomó részt Szakos szerzeményeivel. 2008-ban életében először koncertezett a Művészetek Palotája színpadán, vonósnégyessel kiegészülve.
Pár év kihagyás után 2013-ban megjelent a Vulkán című album, rajta a Szupererő című dallal.

### Caramel (2009 – 2017)
Egy közös barát kapcsolta össze őket, ennek eredményeként készítette el Caramel Lélekdonor című dalának hangszerelését teljes szimfonikus zenekarral. A dal óriási siker lett, az azonos című albumon még két dalt csináltak közösen. Az album pár hónappal később aranylemez lett.
2011-ben a Vízió című dallal jelentkeztek, amely dobogós helyezést ért el A Dal (2012) című műsorban. 2012-ben készítette el a Jelenés című dal rádióverzióját, valamint az eredeti verzió megvalósításában is segített. A közös sikereknek köszönhetően megbízták az év végi Adventi Nagykoncert zenei rendezésére és szimfonikus hangszerelésére, melyet a Budapest Sport Arénában élőben mutattak be.
2014 nyarán elkezdődtek az Epicentrum lemez munkálatai a korábbitól eltérő zenei világgal, bátrabb, kísérletezőbb felfogással. Az album október végi megjelenése után nem sokkal aranylemez lett.
Legutolsó közös alkotásuk "A zeniten túl" című dal, amely A DAL 2017 döntőjének extra produkciója is volt egyben.

### Compact Disco (2011 – 2013)
A Red Bull Liszt Remix zenei rendezőjeként összeismerkedett a Compact Disco tagjaival, majd felkérték a Sound of our hearts című daluk zenei rendezésére, amellyel beneveztek A Dal című műsorba. A dal megnyerte a hazai versenyt, így 2012-ben a Compact Disco képviselte Magyarországot az Eurovíziós Dalfesztiválon, Bakuban. Ezen a nyáron vendégzenészként gitározott a zenekar koncertjein az összes nagyobb fesztiválon. Az első Sziget-YouTube élő közvetítés is egy közös koncert volt. 2013 márciusában elkezdődött a The Storm című lemez munkálata, melyhez az egész csapat kiköltözött két hétre a csillaghegyi Tom-Tom Stúdióba.

### Magna Cum Laude(2011 – 2014)
A gyulai együttes két nagylemeze is a Gattaca Stúdióban készült, beleértve az összes hangfelvételeket és a hangszerelést is. (Belső égés, 2012; Köszönet, 2014)

### SP(2010 – 2012)
Egy Brash Bence dal nyomán kezdtek el közösen dolgozni, majd a Kölyök 22 című album dalainak készített akusztikus hangszerelést. Ezután a New Wave albumot teljes egészében együtt alkották, majd a Fonogram 2012 Díjátadó Gálán élőben előadták a Maradnék című dalt. Eközben két nagykoncert is adtak (Sportmax, Millenáris Teátrum) élő zenekarral, vokalistákkal, táncosokkal. Az Olyan szép című dal videóklipje az akkoriban még építés alatt álló 4-es metró II. János Pál pápa téren lévő állomásán készült.

### Kállay-Saunders András(2011- 2015)
Egy reklámfelkérés kapcsán ismerkedtek össze, majd A Dal 2012 dalversenyre benevezték az I love you című közös dalt. A következő évben folytatódott a munka, rengeteg közös dalkezdemény született. 2013 év végén benevezték a Running című dalt A Dal 2014-be, amellyel megnyerték a versenyt, így 2014-ben ismét kijutott az Eurovízióra, immár Koppenhágába, ahol 5. helyezést értek el. A Running megnyerte az ESC Radio nemzetközi díját legjobb előadó és legjobb dal kategóriában is. Ezután fél évig tartó dalírás, és hosszú stúdiózás eredményeként 2015. március 15-én megjelent a Kállay Saunders Band első nagylemeze, rajta a közös dalokkal. Ezen a lemezen található a Victory című szerzemény is.

### Rúzsa Magdolna(2015- )
Rúzsa Magdival korábban már többször felbukkantak egymás látómezejében, de a közös dal 2015 tavaszáig váratott magára. Az Április című sláger folytatásaként további két teljes albumot készítettek közösen, majd az Aduász turné zenekari hangszerelése is Szakos nevéhez fűződik. A 2020-as koronavírus-járvány kezdeti időszakában induló Maradj Otthon! Fesztivál első karantén klipjében Máté Péter Most élsz című dalát adták elő közösen. Szakos akusztikus gitáron kíséri Magdi énekét a stúdió előtti gangos udvaron.

## Klipszerepek
- 2005 – Kozma Orsi – Az eskü
- 2007 – Kozma Orsi – Gyere velem
- 2008 – Ákos – Adj hitet
- 2010 – Ákos – Szindbád dala
- 2011 – Ákos – A fénybe nézz
- 2011 – Ákos – Utazó
- 2011 – Ákos – Szeress így
- 2011 – SP – Maradnék
- 2012 – SP – Olyan szép
- 2020 – Rúzsa Magdi – Most élsz (Maradj otthon! Fesztivál)

## Egyéb zenei felkérések
- 2008 – Plazma – zeneszerző (a Vörösmarty Színház színdarabja, Székesfehérvár)
- 2011 – Red Bull Liszt Remix – zenei rendező (Uránia Filmszínház, Budapest) – egyedülálló zenés este Liszt Ferenc születésének 200. évfordulója alkalmából
- 2012 – Én, József Attila – hangszerelés (musical, Madách Színház, Budapest)
- 2016 – Dalfutár, Dalfutár Pilot – Zenei producer (TV2)
- 2018 – Dalszerző Expo (DEX 2018) – Szakmai előadás dalszerzésről, produkciós munkáról slágereken keresztül bemutatva (BMC, 2018.02.03.).[1]
- 2019 – Dalszerző Expo (DEX 2019) – Szakmai előadás dalszerzésről, produkciós munkáról slágereken keresztül bemutatva (BMC, 2019.02.03.).[2]
- 2019 – Maccabi Játékok Megnyitó ünnepsége – Zenei rendező (Hidegkúti Nándor Stadion, 2019. 07.29.)
- 2019 – Müller Péter Sziámi – Living-Loving előadói est – Zenei rendező (Erkel Színház, 2019.10.29.).[3]
- 2020 – Dalszerző Expo (DEX 2020) – Szakmai előadás dalszerzésről, produkciós munkáról slágereken keresztül bemutatva (BMC, 2020.03.03.).

## Díjak
- ESC Radio Awards 2014 – Best song „Running”

## Diszkográfia
Aranylemez      Platinalemez
| Évszám | Előadó                          | Dal címe                                 | Album címe                        | Részletek |
| ------ | ------------------------------- | ---------------------------------------- | --------------------------------- | --- |
| 2000   | Ákos                            | Keresem az utam – Epig Remix             | Keresem az utam – remixverseny    | Remix |
| 2000   | Morphina                        | Teljes album                             | LP – kiadatlan                    | Zeneszerző, producer, mix, master                                                                                     |
| 2001   | Ákos                            | Mindenki táncol                          | Mindenki táncol maxi              | Remix |
| 2002   | Ákos                            | Conquistador                             | Új törvény                        | Zeneszerző, hangszerelés                                                                                              |
| 2002   | Ákos                            | Alig hitted – Lobotomix                  | Alig hitted – single              | Remix |
| 2002   | Ákos                            | Egyetlen egy                             | Új törvény                        | Zeneszerző, hangszerelés                                                                                              |
| 2002   | Ákos                            | Majom a ketrecben                        | Új törvény                        | Zeneszerző, hangszerelés                                                                                              |
| 2002   | Ákos                            | Virrasztó                                | Új törvény                        | Zeneszerző, hangszerelés                                                                                              |
| 2003   | Ákos                            | Gondolnék rád                            | Gondolnék rád promóciós CD        | Zeneszerző, hangszerelés                                                                                              |
| 2003   | Ákos                            | Teljes album                             | Andante                           | Billentyűs hangszerek, vokál                                                                                          |
| 2003   | Balkán Fanatik                  | Teljes album                             | Balkán Fanatik                    | Kiegészítő hangszerelés                                                                                               |
| 2003   | After Crying                    | Farewell                                 | Show                              | Társproducer Pejtsik Péterrel                                                                                         |
| 2003   | Szakos feat. Ákos               | Here is the house                        | DM Tribute                        | Producer, mix |
| 2004   | Dolhai Attila                   | Teljes album                             | Ébredjen a nap                    | Zene, szöveg, hangszerelés, felvétel, mix                                                                             |
| 2004   | Vízy Márton                     | Teljes album                             | A tűz töredéke                    | Hangszerelés, felvétel, mix, master                                                                                   |
| 2004   | Ákos                            | Az utolsó hangos dal                     | Az utolsó hangos dal promóciós CD | Hangszerelés |
| 2004   | Ákos                            | Teljes album                             | Az utolsó hangos dal              | Billentyűs hangszerek, vokál                                                                                          |
| 2004   | Rémember                        | I am UD                                  | Psyhedelic GAS                    | Producer, mix, master                                                                                                 |
| 2004   | Auguszt Bárió                   | A szerelem újra él                       | single                            | Társproducer Fekete Tibor "Samu"val, mix, master                                                                      |
| 2004   | Für Anikó                       | Alattam fák – Szakos K. remix            | maxi single                       | Remix |
| 2004   | Jamie Winchester, Hrutka Róbert | One way to Heaven – Camille remix        | Maxi single                       | Remix |
| 2005   | Kozma Orsi                      | Teljes album                             | Egy szó                           | Zene, szöveg, hangszerelés, felvétel, mix                                                                             |
| 2005   | Schmidt Vera                    | Ne bántsd őt                             | Nézhetnélek                       | Társproducer, mix, master                                                                                             |
| 2005   | Nagy Edmond                     | Teljes album                             | Nagy hang, nagy szív              | Társproducer Pierrot-val, mix, master                                                                                 |
| 2005   | Pierrot                         | Túl jól vagyok – remix                   | Túl jól vagyok – maxi single      | Remix |
| 2005   | Ganxsta Zolee és a Kartel       | Ötökör                                   | Maxi single                       | Társproducer Pierrot-val, mix, master                                                                                 |
| 2005   | Téli Márta                      | Bennünk izzik a jel                      | Árnyékból fény                    | Hangszerelés |
| 2005   | Több előadó                     | Teljes album                             | Casanova Night Musical            | Hangszerelés, felvétel, mix, master                                                                                   |
| 2006   | Ákos                            | 40 – Szakos remix                        | 40 – Single                       | Remix |
| 2006   | Tereskova                       | Magyarország                             | youtube                           | Producer, mix, master                                                                                                 |
| 2006   | Reklámzene                      | Algoflex M                               | Algoflex M – A Nő fájdalmára      | Zeneszerző, producer, mix, master                                                                                     |
| 2006   | Reklámzene                      | Magne B6                                 | Magne B6                          | Zeneszerző, producer, mix, master                                                                                     |
| 2006   | Kozma Orsi, Szakos Krisztián    | filmzene                                 | Shocking                          | Zeneszerző, producer, mix, master                                                                                     |
| 2006   | Téli Márta                      | Teljes EP                                | Cocktail EP                       | Társproducer Pierrot-val, mix, master                                                                                 |
| 2007   | Kozma Orsi                      | Teljes album                             | Az igazi szerep                   | Zene, szöveg, hangszerelés, felvétel, mix                                                                             |
| 2007   | Több előadó                     | Teljes album                             | Abigél Musical – Promo CD         | Felvétel, mix, master                                                                                                 |
| 2007   | Agon 4                          | Toledo                                   | Játékzene                         | Társproducer Pierrot-val, mix, master                                                                                 |
| 2008   | Belmondo                        | Teljes album                             | Hogy nézel rám?                   | Producer, mix, master                                                                                                 |
| 2008   | Bencsik Tamara                  | Tűz                                      | Tűz – Single                      | Zeneszerző, producer, felvétel, mix, mastering                                                                        |
| 2008   | Mészáros Árpád Zsolt            | Teljes album                             | Musicalek MÁZSképpen              | Hangszerelés, producer, mix, master                                                                                   |
| 2008   | Plazma                          | Színdarab                                | Plazma – kiadatlan                | Zeneszerző, hangszerelés                                                                                              |
| 2008   | Kozma Orsi                      | Two Chances                              | Hide and seek                     | Zeneszerző, dalszerző                                                                                                 |
| 2008   | Vincze Lilla                    | Teljes album                             | Angyalnak, madárnak…              | Producer, mix, master                                                                                                 |
| 2008   | Krisz Rudi                      | Teljes album                             | Őrizd a lángot                    | Producer, mix, master                                                                                                 |
| 2008   | Kozma Orsi                      | Az igazi szerep                          | Kis Vuk – filmzene                | Zene, szöveg, producer, mix, master                                                                                   |
| 2009   | Főcímzene                       | Fonogram Díjátadó Gála                   |                                   | Zeneszerző, producer, mix, master                                                                                     |
| 2009   | Anna and the Barbies            | Don't fit in – Szakos remix              | kiadatlan                         | Remix |
| 2009   | Ákos                            | Teljes album                             | 40+                               | Hangszerelés, billentyűs hangszerek, gitár, vokál                                                                     |
| 2009   | Bencsik Tamara                  | Sztereóláz                               | Sztereóláz – Single               | Zeneszerző, producer, felvétel, mix, mastering                                                                        |
| 2009   | Caramel                         | Lélekdonor                               | Lélekdonor                        | Producer, mix, master                                                                                                 |
| 2009   | Hien                            | Fogd a kezem                             | Túl szép                          | Zene, szöveg, hangszerelés, felvétel, mix                                                                             |
| 2009   | Több előadó                     | Teljes album                             | Megasztár 4 – A Döntőben...       | Hangszerelés, billentyűs hangszerek                                                                                   |
| 2009   | Caramel                         | A dal nem hagy el                        | Lélekdonor                        | Producer, mix, master                                                                                                 |
| 2009   | Caramel                         | Szeretlek                                | Lélekdonor                        | Producer, mix, master                                                                                                 |
| 2009   | Több előadó                     | Teljes album                             | Szép nyári nap – Neoton Musical   | Hangszerelés |
| 2009   | Szecsődi Karcsi                 | Te voltál minden                         | single                            | Producer, mix, master                                                                                                 |
| 2009   | Bartók Eszter                   | Labirintus                               | Mosolyméretek                     | Producer, mix, master                                                                                                 |
| 2009   | Ákos                            | Gumicukor                                | single                            | Zeneszerző, producer                                                                                                  |
| 2009   | Zalatnay Sarolta                | Teljes album                             | Magadat vállalni kell             | Producer, hangszerelés, felvétel, mix, master                                                                         |
| 2009   | Kozma Orsi                      | Valamikor                                | Single                            | Zene, szöveg, producer, mix, master                                                                                   |
| 2010   | Ákos                            | Érintő                                   | A katona imája                    | Hangszerelés, társproducer Ákossal                                                                                    |
| 2010   | Ákos                            | Nézz szembe vele                         | A katona imája                    | Hangszerelés, társproducer Ákossal                                                                                    |
| 2010   | Ákos                            | Senki nem tehet mást                     | A katona imája                    | Hangszerelés, társproducer Ákossal                                                                                    |
| 2010   | Kozma Orsi                      | Holnap                                   | Embrace                           | Zeneszerző, szövegíró                                                                                                 |
| 2010   | Ákos                            | Szeress így                              | A katona imája                    | Zeneszerző, hangszerelés, mix                                                                                         |
| 2010   | Ákos                            | A fénybe nézz                            | A katona imája                    | Zeneszerző, hangszerelés, mix                                                                                         |
| 2010   | Nagy Sándor                     | Teljes album                             | Csak szavak                       | Zeneszerző, producer, felvétel, mix, mastering                                                                        |
| 2010   | Brasch Bence                    | Fogadj el így                            | Fogadj el így – single            | Producer, mix, master                                                                                                 |
| 2010   | Erik                            | Teljes album                             | Erik                              | Zeneszerző, producer, mix, master                                                                                     |
| 2010   | Tabáni István                   | Álmos reggel                             | Gyönyörű szép                     | Zeneszerző, producer                                                                                                  |
| 2010   | Nagy Adri                       | Jégvirág                                 | Eltűnnék veled                    | Zene, szöveg, producer, mix, master                                                                                   |
| 2010   | Több előadó                     | Indulj el!                               | Telekom – A Cég hangjai           | Producer, billentyűs hangszerek                                                                                       |
| 2011   | Andorai Péter                   | Teljes album                             | Fénnyel szemben                   | Zeneszerző, producer, felvétel, mix, mastering                                                                        |
| 2011   | Caramel                         | Vízió                                    | Vízió                             | Producer, mix, master                                                                                                 |
| 2011   | Nagy Adri                       | Mosoly                                   | Kiadatlan                         | Zeneszerző, producer, mix, master                                                                                     |
| 2011   | Magna Cum Laude                 | Teljes album                             | Belső égés                        | Hangszerelés, felvétel, mix, master                                                                                   |
| 2011   | SP                              | Szeretlek – akusztikus (6 dal)           | Kölyök 22                         | Producer, mix, master                                                                                                 |
| 2011   | Lola                            | Más lettél                               | Single                            | Társszerző SP-vel, producer, mix, master                                                                              |
| 2011   | Kozma Orsi                      | The great destroyer                      | Nine Inch Nails cover             | Producer, mix, master                                                                                                 |
| 2011   | Káosz Központ                   | Tölts újra még                           | single                            | Producer, hangszerelés                                                                                                |
| 2011   | SP                              | Teljes album                             | New Wave                          | Társszerző, producer, mix, master                                                                                     |
| 2011   | Káosz Központ                   | Éjjel jön                                | single                            | Producer, hangszerelés                                                                                                |
| 2012   | Compact Disco                   | The sound of our hearts                  | A Dal 2012                        | Producer, mix, master                                                                                                 |
| 2012   | Kállay-Saunders András          | I love you                               | A Dal 2012                        | Társszerző, producer, mix, master                                                                                     |
| 2012   | Kállay-Saunders András          | Take me away                             | Kiadatlan single                  | Társszerző, producer, mix, master                                                                                     |
| 2012   | Musical a Madách Színházban     | Színdarab, Teljes album                  | Én, József Attila                 | Hangszerelés, felvétel, mix, master                                                                                   |
| 2012   | Nagy Sándor                     | Színezüst éjjel                          | Színezüst éjjel – single          | Hangszerelés, felvétel, mix, master                                                                                   |
| 2012   | SP                              | Ezer lámpás dal                          | Ezer lámpás éjszakája – single    | Társszerző, producer, mix, master                                                                                     |
| 2012   | Kocsis Tibor                    | Soha már                                 | Irány az élet!                    | Zeneszerző, producer, mix, master                                                                                     |
| 2012   | Kocsis Tibor                    | Útvesztő                                 | Irány az élet!                    | Zeneszerző, producer, mix, master                                                                                     |
| 2012   | Gallusz Niki, Vízy Márton       | Európa, egy a szívünk                    | A Dal 2012                        | Hangszerelés, mix, master                                                                                             |
| 2012   | Compact Disco                   | Teljes album                             | Two point five                    | Társproducer, re-mix, re-master                                                                                       |
| 2012   | Ákos                            | Előkelő idegen – Midnight Run remix      | Remixek                           | Remix |
| 2012   | The Carbonfools                 | Clublights – Midnight Run remix          | Remixek                           | Remix |
| 2012   | Adam's Comedy                   | Már nem akarom…                          | Single                            | Producer, mix, master                                                                                                 |
| 2012   | Compact Disco                   | Sound of our hearts – Midnight Run remix | Remixek                           | Remix |
| 2012   | Dédapám                         | Lotfi Begi feat. Skorpió                 | Remixek                           | Remix |
| 2013   | Compact Disco                   | Teljes album                             | The Storm                         | Producer, felvétel, mix, master                                                                                       |
| 2013   | Hien                            | Édes kis semmiség                        | Édes kis semmiség – single        | Producer, felvétel, mix, master                                                                                       |
| 2013   | Hien                            | Sweet talk                               | Sweet talk                        | Producer, felvétel, mix, master                                                                                       |
| 2013   | Hien                            | Teljes album                             | Sweet talk                        | Társproducer Diazzal, mix, master                                                                                     |
| 2013   | Kállay-Saunders András          | Running                                  | A Dal 2014                        | Társszerző, producer, felvétel, mix, master                                                                           |
| 2013   | Kállay-Saunders András          | Running                                  | Eurovision 2014                   | Társszerző, producer, felvétel, mix, master                                                                           |
| 2013   | Kállay-Saunders András          | Play my song feat. Rebstar               | Play my song – single             | Társszerző, producer, felvétel, mix, master                                                                           |
| 2013   | Kozma Orsi                      | Teljes album                             | Vulkán                            | Dalszerző, producer, mix, master                                                                                      |
| 2013   | Marge                           | Morning light                            | A Dal 2013                        | Zeneszerző, producer, felvétel, mix, mastering                                                                        |
| 2013   | Polyák Lilla                    | Valami más                               | A Dal 2013                        | Producer, mix, master                                                                                                 |
| 2013   | Caramel                         | Süss fel nap                             | Süss fel nap – single             | Társproducer, mix, master                                                                                             |
| 2013   | Brasch Bence                    | Túl egyszerű                             | A Dal 2013                        | Társszerző SP-vel, producer, mix, master                                                                              |
| 2014   | Bűdi Szilárd                    | Fradi induló 2014                        | Fradi induló 2014                 | Producer, mix, master                                                                                                 |
| 2014   | Caramel                         | Teljes album                             | Epicentrum                        | Producer, mix, master                                                                                                 |
| 2014   | Kállay-Saunders András          | Juliet                                   | Juliet – single                   | Társszerző, producer, felvétel, mix, master                                                                           |
| 2014   | Magna Cum Laude                 | Teljes album                             | Köszönet                          | Társproducer Szabó Tibivel, felvétel, mix, master                                                                     |
| 2014   | Odett                           | Egy lépés                                | Csillagtérkép                     | Producer, felvétel, mix, master                                                                                       |
| 2014   | Odett                           | Éjszaka                                  | Csillagtérkép                     | Producer, felvétel, mix, master                                                                                       |
| 2014   | Tolvai Reni                     | Monday                                   | Do!                               | Dalszerző, producer, mix, master                                                                                      |
| 2014   | Tolvai Reni                     | Monday                                   | Do!                               | Dalszerző, producer, mix, master                                                                                      |
| 2014   | Tolvai Reni                     | Shout                                    | Do!                               | Dalszerző, producer, mix, master                                                                                      |
| 2014   | Tolvai Reni                     | Find somebody new                        | Do!                               | Producer, mix, master                                                                                                 |
| 2014   | Tolvai Reni                     | Playdate                                 | Do!                               | Producer, mix, master                                                                                                 |
| 2014   | Tolvai Reni                     | Do                                       | Do!                               | Dalszerző, producer, mix, master                                                                                      |
| 2014   | Főcímzene                       | A Dal 2014                               |                                   | Hangszerelés, mix, master                                                                                             |
| 2015   | Főcímzene                       | A Dal 2015                               |                                   | Zeneszerző, producer, mix, master                                                                                     |
| 2015   | Fehérvári Gábor Alfréd          | Mary Joe                                 | Rising Star – válogatás           | Társszerző, producer, felvétel, mix, master                                                                           |
| 2015   | Kállay-Saunders Band            | Teljes album                             | Delivery Boy                      | Zeneszerző, dalszerző, producer, felvétel, mix, master                                                                |
| 2015   | Polyák Lilla                    | Ecset és vászon                          | Ecset és vászon – single          | Dalszerző, producer, mix, master                                                                                      |
| 2015   | Rúzsa Magdi                     | Április                                  | Április – single                  | Producer, felvétel, mix, master                                                                                       |
| 2017   | Supernem                        | Jelezz vissza                            | Weekend                           | Zenei producer (Papp Szabolcs mellett), ének és vokál felvételek, mix, master                                         |
| 2017   | Supernem                        | Egy nap egy év                           | Weekend                           | Zenei producer, énekfelvétel, mix, master, szintetizátor, taps, effektek                                              |
| 2017   | Supernem                        | Weekend                                  | Weekend                           | Zenei producer (Papp Szabolcs mellett), ének- vokál- és basszusgitár felvételek, mix, master, szintetizátor, effektek |